# ZX81

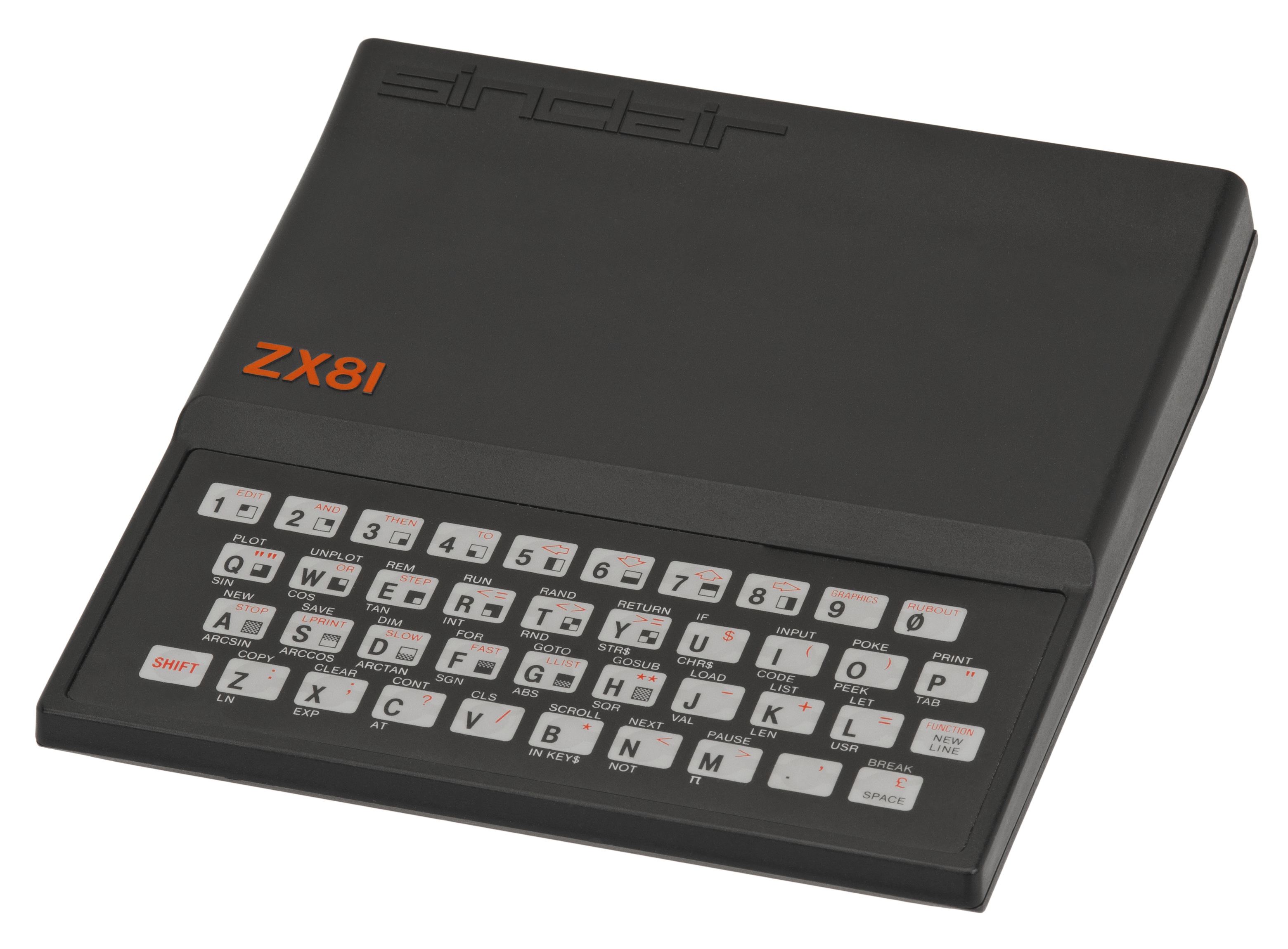
싱클레어 ZX81.

ZX81 컴퓨터는 싱클레어 리서치 (Sinclair Research)에서 제작하여 Timex Corporation에서 스코틀랜드에서 제조한 가정용 컴퓨터다. 이 제품은 1981년 3월 영국에서 Sinclair의 ZX80의 후속 제품으로 출시되었으며 일반 대중을 위한 저가형 가정용 제품으로 설계되었다. 엄청난 성공을 거두었으며, 단종되기 전에 150만 대가 팔렸다. ZX81은 일본 등을 포함하여 다른 많은 국가, 특히 ZX-81로 처음 판매된 미국에서 상업적 성공을 거두었다. Timex는 라이센스하에 제조 및 유통하였으며 상당 기간 동안 매출 호조를 보였다. Timex는 나중에 미국 시장을 위해 ZX81의 자체 버전인 Timex Sinclair 1000 및 Timex Sinclair 1500을 생산했다. ZX81의 허가받지 않은 클론은 대한민국을 포함한 여러 국가에서 생산되었다.

## 개요
ZX81은 비용을 낮추기 위해 가능한 한 적은 구성 요소를 사용하여 작고 단순하며 무엇보다도 저렴한 가격으로 설계되었다. 비디오 출력은 전용 모니터가 아닌 텔레비전 세트로 출력되었다. 프로그램 및 데이터가 로드되어 오디오 테이프 카세트에 저장되었다. 보드에는 단 4개의 실리콘 칩과 1KB의 메모리 만 있었다. 이 기계에는 전원 스위치나 움직이는 부품이 없었다 (초기 "ZX81 USA"모델 및 Timex-Sinclair 1000에 있는 VHF TV 채널 선택기 스위치 제외). 수동 입력을 위해 압력 감지 막 키보드를 사용했다. ZX81의 한계로 인해 타사 주변기기 시장이 번성하여 기능을 향상시켰다. 그러나 이러한 한계로 인해 Sinclair는 기계 비용을 가능한 한 낮게 유지한다는 목표를 달성했다. 그 독특한 케이스와 키보드는 디자이너인 Rick Dickinson을 Design Council 상을 수상했다.
ZX81은 우편 주문으로 키트 형태로 구입하거나 미리 조립할 수 있다. 그 당시에는 큰 혁신이었지만, W. H. Smith와 다른 많은 소매상들에 의해 주도된 거리의 상점에서 구입할 수 있는 최초의 저가형 가정용 컴퓨터였다. ZX81은 영국에서 컴퓨팅이 기업가 및 전자 공학 애호가의 보편적인 활동이 아닌 일반 대중을 위한 활동이 된 최초의 사례다. 그것은 열광자들의 거대한 공동체의 창조에 영감을 불어 넣었다. ZX81을 위한 소프트웨어와 하드웨어를 생산하는 그들 자신의 사업체를 설립한 사람들도 있었다. 많은 사람들이 나중에 영국 컴퓨터 업계에서 중요한 역할을 했다. ZX81의 상업적 성공으로 Sinclair Research는 영국의 선도적인 컴퓨터 제조업체 중 하나였으며 회사 창립자 Clive Sinclair 경의 재산과 궁극적인 기사 작위를 받았다.

## 특징
ZX81은 기본적으로 1KB의 온보드 메모리를 가지고 있으며 공식적으로 외부에서 16KB로 확장할 수 있다. 단일 회로 기판은 깊이 167 mm (6.6 in), 높이 40 mm (1.6 in)의 쐐기 모양의 플라스틱 케이스 안에 있다. 메모리는 단일 4118 (1024 비트 × 8) 또는 2 개의 2114 (1024 비트 × 4) RAM 칩 중 하나에 의해 제공된다. NEC의 3.5MHz Z80A 8 비트 마이크로프로세서, Ferranti의 ULA (Uncommitted Logic Array) 칩 및 간단한 BASIC 인터프리터를 제공하는 8KB ROM은 3 가지 온보드 칩만 있다. 전체 기계의 무게는 350 그램 (영국 계량기준 12 온스)이다. 초기 버전의 외부 RAM 카트리지에는 다양한 종류의 메모리 칩을 사용하는 15KB의 메모리가 포함되어 있으며 이후 버전에는 16KB의 칩이 포함되어 있지만 가장 낮은 주소의 킬로바이트는 사용할 수 없다.
이 케이스의 앞 부분은 20개의 그래픽과 54개의 역 비디오 문자를 표시하는 통합 된 40개의 키막 키보드로 구성된다. 각 키에는 최대 5개의 기능이 있으며 SHIFT 및 FUNCTION 키를 통해 또는 상황에 따라 액세스 할 수 있다. 예를 들어, P 키는 문자 P, "문자"및 기본 명령 인 PRINT 및 TAB을 결합한다. ZX81은 표준 QWERTY 키보드 레이아웃을 사용한다. 키보드는 기계적으로 매우 간단하며 40개의 압력 패드 스위치와 8개의 다이오드로 구성된다 8행 5열의 행렬로 연결된 플라스틱 오버레이를 갖고 있다.